# William Adam
William Adam (ur. 3 października 1689 w Linktown of Abbotshall, dziś w Kirkcaldy, zm. 24 czerwca 1748 w Edynburgu) – szkocki architekt, ojciec Jamesa, Johna i Roberta Adamów. Był przedsiębiorcą budowlanym i jednym z czołowych architektów szkockich XVIII wieku. Pracował dla Williama Bruce'a, od 1723 realizując jego zamówienie na budowę Hopetoun House. Tę wspaniałą posiadłość ukończył w roku 1748. Był też autorem realizacji licznych zamówień publicznych w Szkocji. Wszystkie charakteryzowały  formy idące bardziej w kierunku angielskiego i kontynentalnego baroku niż  tradycji palladianizmu.